# Літературний ярмарок (журнал)
«Літературний ярмарок» — щомісячний художньо-літературний журнал-альманах, який виходив у Харкові з грудня 1928 р. по лютий 1930 р. Це видання стало важливим складником літературного процесу 1920-х рр. в Україні.

## З історії видання
Журнал з'явився у грудні 1928 р., і перше число вийшло під номером 131 (тираж 5000 примірників): «Грудень 1928 р. 12х10+11». Мікулаш Неврлий писав, що цей альманах: «…завершував собою бурхливу добу українського відродження в 20-х роках». Ідея утворення журналу-альманаху належала М. Йогансену, а підхопили її та втілили М. Хвильовий та М. Куліш. Ю. Смолич писав, що: «Літературним ярмарком» прозвано, власне, спочатку відтинок Сумської вулиці від кафе «Пок» і Театральної площі, де обабіч бульвару розташувалися редакції газет і журналів, — аж до площі Мироносицької, де містилося тоді ДВОУ". Назва «ярмарок» натякала на можливість «вільної торгівлі» ідеями, на противагу «державним крамницям» і «літературним відомствам» (так редакція у полеміці саркастично називала організації пролетарської літератури на кшталт ВУСПП).
Редакція альманаху декларувала свою позицію як позагрупову, що сприяло залученню до участі у виданні низки письменників з інших літературних об'єднань (наприклад, ВУСПП), хоча фактично альманах був органом групи письменників, що раніше входили до ВАПЛІТЕ, ліквідованої у 1928 році: О. Досвітній, М. Куліш, Ю. Шпол, М. Хвильовий, Ю. Яновський, П. Панч, М. Бажан, Д. Фальківський, А. Любченко, В. Мисик, К. Поліщук, О. Влизько, Т. Масенко, Г. Косинка, П. Лісовий, П. Капельгородський, В. Ґжицький, В. Сосюра, Г. Епік, Г. Коцюба, І. Дніпровський та ін.
У альманасі друкувалися такі гострі сатири, як «Іван Іванович» та «Ревізор» М. Хвильового, п'єси «Мина Мазайло» та «Народний Малахій» М. Куліша, «Вертеп» А. Любченка, уривки з поеми «Мазепа» В. Сосюри, роман «Чорне озеро» В. Ґжицького, прозові твори І. Сенченка, В. Мисика, пізніше звинувачені у «буржуазному націоналізмі». У публіцистичних матеріалах нерідко використовувалася форма містифікованого «листа» чи «спогаду» («У своїй хаті — чужа правда і сила, і воля» П. Капельгородського; «Лист Ол. Досвітнього до М. Куліша»). Форма «листа» до окремої особи чи до «Літярмаркому» практикувалася майже в кожному номері.
Альманах неодноразово зазнавав нападів офіційної критики, навіть за зовнішнє оформлення видання (поєднання модернізму з традиційними формами українського вертепу. Після закриття цього видання було створено групу та журнал «Пролітфронт».